# Ichhawar
Ichhawar is een nagar panchayat (plaats) in het district Sehore van de Indiase staat Madhya Pradesh. 

## Demografie
Volgens de Indiase volkstelling van 2001 wonen er 12.688 mensen in Ichhawar, waarvan 52% mannelijk en 48% vrouwelijk is. De plaats heeft een alfabetiseringsgraad van 58%. 